# Encoeliopsis
Encoeliopsis is een geslacht van schimmels behorend tot de familie Helotiaceae. De typesoort is Encoeliopsis rhododendri.

## Soorten
Volgens Index Fungorum telt dit geslacht vier soorten (peildatum oktober 2023):
| Soortnaam                 | Auteur(s)               | Publicatiejaar |
| ------------------------- | ----------------------- | -------------- |
| Encoeliopsis bresadolae   | (Rehm) J.W. Groves      | 1969           |
| Encoeliopsis multiseptata | F. Ren & W.Y. Zhuang    | 2016           |
| Encoeliopsis oricostata   | (E.K. Cash) J.W. Groves | 1969           |
| Encoeliopsis rhododendri  | (Ces.) Nannf.           | 1932           |